# Hugo Marlo
Hugo Marlo es un cantante, futbolista y activista por los derechos trans español, conocido por competir en el programa Got Talent España.

## Carrera
Hugo Marlo se hizo famoso en 2017 a raíz de competir en la segunda edición del programa español Got Talent, cuando aún no había salido públicamente del armario como un hombre trans. Dos años más tarde, en 2019, fue también concursante de La Voz.
En 2022 tuvo un papel principal en el primer episodio de Reinas al rescate, un programa de telerrealidad en el que un grupo de drag queens conformado por Supremme de Luxe, Estrella Xtravaganza, Pupi Poisson y Sharonne acuden a ayudar a personas LGBT de entornos rurales y hacer frente a la discriminación que sufren en su día a día. En noviembre de ese mismo año volvió para competir de nuevo en Got Talent, esta vez en su novena edición, en la sección para adultos y siendo abiertamente un hombre trans.
El 17 de mayo de 2023 actuó en el Institut Marquès, concretamente en la clínica de Reproducción Asistida, esto debido a que dicha clínica se especializaba desde el año 2019 en la colaboración con personas y parejas LGBT para la formación de familias a través de la reproducción asistida. Durante este mismo año cofundó el Fénix FC, un equipo de fútbol formado exclusivamente por hombres trans, siendo este el primer equipo de fútbol profesional transmasculino de la historia de España.

## Discografía

### Sencillos
| Año  | Título               |
| ---- | -------------------- |
| 2020 | Oggi Sono Io (Cover) |
| 2020 | No Me Llames Más Así |
| 2021 | Me Olvidé de Mí      |
| 2021 | Nadie Como Tú        |
| 2022 | Dragon Khan          |
| 2023 | Mil Voltes           |